# 大達夫尼島

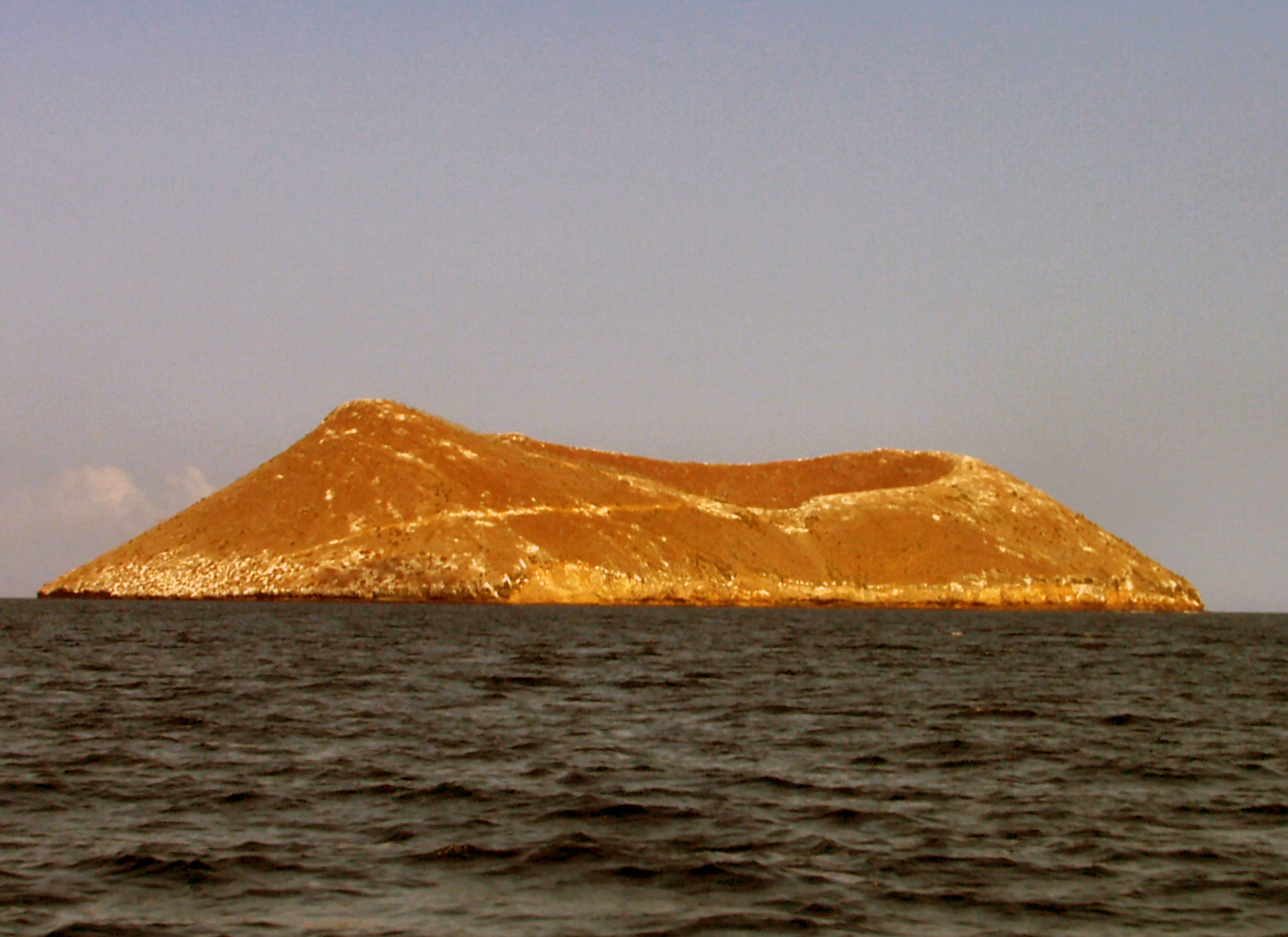

大達夫尼島是厄瓜多爾的火山島，位於聖克魯斯島以北，屬於加拉帕戈斯群島的一部分，長0.79公里、寬0.58公里，面積0.35平方公里，最高點海拔高度120米，島上無人居住。

## 外部連結
- Daphne Island Information（页面存档备份，存于）

0°25′21″S 90°22′19″W / 0.422508°S 90.372012°W